# Toltecaria antricola
Toltecaria antricola är en spindelart som först beskrevs av Alfred Frank Millidge 1984.  Toltecaria antricola ingår i släktet Toltecaria och familjen täckvävarspindlar. Inga underarter finns listade i Catalogue of Life.